# 月刊GFantasy
《月刊GFantasy》（日語：月刊Gファンタジー），史克威尔艾尼克斯（Square Enix）出版的日本漫畫雜誌。1992年以《月刊少年GANGAN》的增刊《Fantastic Comic》發行，1993年創刊。創刊時的名字是《GanGanFantasy》，1994年4月號改為現在這個名字。每月18日發售。
增刊有《Stencil》（後獨立創刊為《月刊Stencil》、現休刊）及《GFantasy++》。2018年2月22日新創刊《PFantapy》。
就如雜誌名，作品多半為奇幻漫畫，以女性向、青年向作品為中心。

## 連載作品
更新至2021年5月18日
連載中
| 作品名稱                                   | 作者（作畫） | 原作       | 連載開始     |
| ------------------------------------------ | ------------ | ---------- | ------------ |
| 黑執事（）                                 | 樞簗         |            | 2006年10月號 |
| 少年同盟（）                               | 堀田きいち   |            | 2009年6月號  |
| 惡魔倖存者2（）                            | 汐田晴人     | ATLUS      | 2013年1月號  |
| 皇國之緋色（）                             | 田中ひかる   | 月岡帆恣郎 | 2013年4月號  |
| 白露怪談 迴轉之章（）                      | 空揚羽       | オトメイト | 2013年8月號  |
| 小魔女的項圈（）                           | チノク       |            | 2013年9月號  |
| 育種者graineliers（）                      | 宝井理人     |            | 2013年10月號 |
| PPP的pixiv醬（）                           | 上倉エク     |            | 2013年10月號 |
| 武士弗拉明戈 Another Days（）              | 水沢翔       | Manglobe   | 2013年11月號 |
| 死神與銀騎士（）                           | イロノ       |            | 2014年5月號  |
| 無頭騎士異聞錄 DuRaRaRa!! RE;Dollars篇（） | 茶鳥木明代   | 成田良悟   | 2014年12月號 |
| 妖怪学校的新人教师（）                     | 田中まい     |            | 2014年12月號 |
| 地縛少年花子君（）                         | あいだいろ   |            | 2015年1月號  |
| 中年男的異世界網購生活（）                 | うみハル     | 朝倉一二三 | 2019年5月號  |
| 回归勇者后日谈（）                         | 音埜クルミ   | 月夜乃古狸 | 2020年1月號  |
| 梅蒂亞轉生物語〜世上最邪惡的魔女〜（）     | 夏西七       | 友麻碧     | 2020年2月號  |
| 魔法科高中的劣等生 师徒会议篇（）          | 天羽銀       | 佐島勤     | 2020年4月號  |
|                                            | 野原もさえ   |            | 2020年6月號  |
| 东京异星人（東京エイリアンズ）             | NAOE         |            | 2020年9月號  |
|                                            | 田島生野     |            | 2021年5月號  |

連載完結
| 作品名稱                                             | 作者（作畫）   | 原作                   |
| ---------------------------------------------------- | -------------- | ---------------------- |
| 潘朵拉之心（）                                       | 望月淳         |                        |
| 嬉皮校園（）                                         | 氷川へきる     |                        |
| 新感覺治癒系魔法少女貝荷伊米（）                     | 氷川へきる     |                        |
| Q弟偵探因幡（）                                      | もち           |                        |
| 堀與宮村（）                                         | 萩原ダイスケ   | HERO                   |
| 青春x機關槍（）                                      | NAOE           |                        |
| 王室教師海涅（）                                     | 赤井ヒガサ     |                        |
| K -THE FIRST-                                        | 木村りん       | 古橋秀之(GoRA)         |
| 海貓悲鳴時散 episode6 - Dawn of the golden witch（） | 桃山日生       | 竜騎士07（兼任監修）   |
| 無頭騎士異聞錄 DuRaRaRa!! 罪歌編（）                 | 茶鳥木明代     | 成田良悟               |
| 無頭騎士異聞錄 DuRaRaRa!! 黃巾賊篇（）               | 茶鳥木明代     | 成田良悟               |
| 停電少女與羽蟲的管弦樂（）                           | 白木苺         | 二宮愛                 |
| 停電少女與蟲管的四格劇場（）                         | みつはしたえこ |                        |
| 引魂師。（）                                         | 柴田亞美       |                        |
| 東京山手BOYS（）                                     | 卯月なごや     | Rejet                  |
| BLOOD PARADE                                         | 唐沢一義       |                        |
| 放課後HERO（）                                       | ウダノゾミ     |                        |
| 魔法無雙天使 衝鋒突刺!! 呂布子（）                   | 鈴木次郎       |                        |
| El Shaddai全能之神外傳：EXODUS（）                   | 青桐良         | Ignition Entertainment |
| 学園K（）                                            | 鈴木次郎       | 鈴木鈴(GoRA)           |
| 魔法科高中的劣等生 四叶继承篇（）                    | きたうみつな   | 佐島勤                 |
| 吟唱！平安京！（）                                   | 真柴真         |                        |

## 外部連結
- （日語）官方網站 （页面存档备份，存于）